# سایگو کیکوجیرو
سایگو کیکوجیرو (به ژاپنی: 西郷菊次郎); ۱۱ فوریهٔ ۱۸۶۱ – ۲۷ نوامبر ۱۹۲۸) پسر ارشد سایگو تاکاموری، دیپلمات، سیاستمدار در دوره میجی در ژاپن بود.